# Arsen und Spitzenhäubchen
Arsen und Spitzenhäubchen (Originaltitel: Arsenic and Old Lace) ist eine US-amerikanische Komödie aus dem Jahr 1941, die jedoch erst 1944 zur Aufführung kam. Regie führte Frank Capra.
Der mit schwarzem Humor angereicherte Film basiert auf dem gleichnamigen Theaterstück von Joseph Kesselring und wurde von dem Drehbuchautor Julius J. Epstein adaptiert. Der Erfolg der Bühnenfassung am Broadway verzögerte die Uraufführung des Films bis ins Jahr 1944, denn die Produzenten hatten sich vertraglich verpflichtet, mit der Aufführung des Filmes bis nach Absetzung des Stückes am Broadway zu warten.
Cary Grant spielt den Schriftsteller Mortimer Brewster. Kurz nach seiner Hochzeit muss er feststellen, dass seine beiden Tanten – zwei liebenswerte alte Damen, dargestellt von Josephine Hull und Jean Adair – im wahrsten Sinne des Wortes einige Leichen im Keller haben. John Alexander ist als Brewsters geisteskranker Bruder Teddy zu sehen. Hull, Adair und Alexander waren in diesen Rollen bereits 1941 bei der Uraufführung des Theaterstücks engagiert.

## Handlung
Abby und Martha Brewster sind zwei liebenswerte alte Damen, die anscheinend keinem Menschen ein Haar krümmen könnten. Davon ist jedenfalls ihr Neffe, der Theaterkritiker Mortimer, fest überzeugt. Doch als er am Tag seiner Hochzeit mit der Pfarrerstochter Elaine vom Standesamt in das Wohnhaus zurückkehrt, um von der gelungenen Trauung zu berichten und sich vor der unmittelbar bevorstehenden Hochzeitsreise zu verabschieden, macht er dort eine entsetzliche Entdeckung: In der Truhe beim Fenster liegt eine Leiche versteckt. Mortimer stellt die Tanten zur Rede und muss erfahren, dass sie, als Zimmervermietung getarnt, aus Mitleid alte einsame Männer in ihr Haus locken und mit einer Mischung aus Wein und den Giften Arsen, Strychnin und Zyankali töten, um sie „Gott näher zu bringen“. Zur Beseitigung der Leichen instrumentalisieren sie Mortimers geisteskranken, persönlichkeitsgestörten Bruder Teddy. Teddy hält sich für Präsident Theodore Roosevelt und ist in der Nachbarschaft und bei der Polizei als Ruhestörer bekannt, weil er im Zuge seiner Wahnvorstellungen regelmäßig laut auf seiner Trompete zum Angriff bläst. Den verrückten Tanten ist es ein Leichtes, den ahnungslosen Teddy im Keller immer neue Gräber ausschaufeln zu lassen, indem sie ihn glauben machen, er hebe den Panamakanal aus. Die Ermordeten geben sie ihm gegenüber als Gelbfieberopfer aus und veranlassen Teddy so, sie schnell zu begraben, um eine Ausbreitung der Seuche zu verhindern.
Als Mortimer von diesen Praktiken erfährt, ist er schockiert, will seine Familie jedoch nicht der Polizei ausliefern. Stattdessen denkt er das Problem lösen zu können, indem er als ersten Schritt die Einweisung seines Bruders Teddy in eine Nervenheilanstalt in die Wege leitet. Um die dafür nötigen bürokratischen Hürden zu nehmen, verlässt er das Haus, nicht ohne seinen Tanten zu verbieten, weitere Fremde ins Haus zu lassen oder gar zu ermorden (nachdem sie fast wieder einen alten Mann ermordet hätten, wenn Mortimer es nicht im letzten Moment verhindert hätte). In der Zwischenzeit, noch während Teddy wieder einmal im Keller mit dem Ausheben des vermeintlichen Panama-Kanals beschäftigt ist, kehrt jedoch Mortimers lange verschollen geglaubter Bruder Jonathan Brewster ins Haus zurück, das schwarze Schaf der Familie. Jonathan ist ein polizeilich gesuchter Psychopath und Serienmörder. Zusammen mit seinem unterwürfigen Komplizen Dr. Einstein will er im Haus der Tanten untertauchen und sich heimlich seines mitgebrachten letzten Mordopfers entledigen. Bald erfahren die Verbrecher von Teddys Grabungsaktivitäten im Keller und wittern ihre Chance, den Leichnam bequem im Keller zu entsorgen.
Um dies unbemerkt tun zu können, schüchtert Jonathan die Tanten so weit ein, dass sie sich in das Obergeschoss zurückziehen. Das gelingt ihm nicht zuletzt durch sein nach zahlreichen Operationen von Dr. Einstein entstelltes, angsteinflößendes Gesicht, das im Laufe des Filmes alle anderen Figuren an Frankensteins Monster erinnert. Als Mortimer ins Haus zurückkehrt, trifft er zu seiner Verärgerung auf Jonathan und dessen Komplizen. Als Mortimer Jonathans mitgebrachte Leiche Mr. Spinalzo
entdeckt, droht er Jonathan und seinem Komplizen damit, sie an die Polizei zu verraten, wenn sie nicht sofort verschwinden. Die beiden Verbrecher haben jedoch inzwischen bereits entdeckt, dass sie nicht die einzigen sind, die eine Leiche im Keller verschwinden lassen wollen, und können Mortimer daher nötigen, von dieser Idee abzulassen. Die gegenseitige Abneigung von Mortimer und Jonathan lässt die Situation eskalieren, bis schließlich Jonathan beschließt, Mortimer umzubringen, wozu er ihn fesselt und knebelt.
Die im Zuge der Handlung immer wieder wegen verschiedener Bagatellen vorbeischauende örtliche Polizei bemerkt von Mortimers Not nichts. Vielmehr ist der einfältige Officer O’Hara daran interessiert, dem Theaterkritiker sein selbst geschriebenes, grottenschlechtes Stück vorzuführen und um seine Meinung zu ersuchen. Als Jonathan Mortimers Fesselung als Probe eines neuen Theaterstücks ausgibt, was wegen Mortimers Beruf als Theaterkritiker zunächst glaubwürdig erscheint, glaubt O’Hara dem Schwerverbrecher. Als aber O’Hara Jonathan als Frankenstein bezeichnet, gerät dieser in Wut und es entbrennt eine heftige Schlägerei zwischen ihm und den drei Streifenpolizisten. Erst als der Polizeikommissar Rooney persönlich aufkreuzt, wird Jonathan als der gesuchte Serienmörder erkannt und verhaftet.
Obwohl nun im Zuge der Handlung die Leichen von allen Familienmitgliedern außer Mortimer zur Sprache gebracht werden, gelingt es dem mittlerweile befreiten Mortimer zu zeigen, dass seine Verwandten geisteskrank sind, und so eine Inspektion des Kellers zu verhindern. Er erreicht, dass nicht nur Teddy, sondern auch seine zwei Tanten in das Sanatorium eingewiesen werden. Dr. Einstein unterschreibt als Arzt die Einweisungspapiere der Tanten und kann anschließend fliehen. Elaine, die gegenüber von den Tanten bei ihrem Vater lebt, ist den Abend über wütend auf ihren neuen Ehemann geworden, weil er nicht zur Hochzeitsreise aufbrechen konnte und sich ihr gegenüber mehrmals sehr abweisend benommen hat. Sie findet die Leichen im Keller, nur mit Mühe kann Mortimer, indem er sie heftig küsst, verhindern, dass sie der Polizei davon erzählt. Zuletzt erfährt Mortimer von seinen Tanten, dass er als Kind adoptiert wurde und daher nicht fürchten muss, den Wahnsinn seiner Angehörigen geerbt zu haben. Er kann nun beruhigt mit seiner Frau auf Hochzeitsreise fahren.

## Hintergrund
Der Film basiert auf dem vom Drehbuchautor Julius J. Epstein adaptierten gleichnamigen Theaterstück Arsen und Spitzenhäubchen des Dramatikers Joseph Kesselring. Inspiriert wurde Kesselring durch die Amy Archer-Gilligan zugeschriebenen Morde.
Das Theaterstück hatte seine Broadway-Premiere am 10. Januar 1941 im Fulton Theatre und wurde dort 1.444 mal aufgeführt. Der letzte Vorhang fiel am 17. Juni 1944. Deswegen konnte die Filmpremiere erst am 1. September 1944 im Manhattan Strand Theatre stattfinden; US-weit lief der Film ab 23. September 1944 in den Kinos. So lange hatte sich Warner Bros. vertraglich verpflichtet, mit der Uraufführung des ebenfalls bereits 1941 produzierten Films zu warten. Bereits 1943 war der Film allerdings exklusiv im Ausland stationierten US-Truppen gezeigt worden.
Im Bühnenstück spielte Boris Karloff den Jonathan Brewster. Karloff war auch Produzent und Geldgeber des Bühnenstücks. Im Film jedoch wurde Karloffs Rolle von Raymond Massey gespielt. Dieser wurde absichtlich so geschminkt, dass er Karloff ähnelt. Im englischen Original des Films wie auch im Theaterstück handelt es sich um einen zentralen Gag, dass sowohl die Tanten als auch Mortimer sagen, Jonathan erinnere sie an Boris Karloff. In der deutschen Synchronisation wurde daraus Frankensteins Monster.
Regisseur Capra hatte die Rolle des Mortimer Brewster zuerst bei Bob Hope, Jack Benny und Ronald Reagan angefragt. Bob Hope beispielsweise kam nicht aus seinem Paramount-Vertrag heraus. Erst als alle drei absagten, ging die Hauptrolle an Cary Grant.
Die Hauptdarsteller Hull, Adair und Alexander wurden für nur acht Wochen von ihren Broadway-Verpflichtungen freigestellt, deshalb wurde der gesamte Film in der Zeit vom 20. Oktober bis zum 16. Dezember 1941 abgedreht.
In einer Szene sitzt Mortimer sinnierend auf einem Grabstein des benachbarten Friedhofs, der den Namen Archie Leach trägt, Cary Grants bürgerlichen Namen.
Das Stück, das Teddy zu Beginn des Films auf dem Klavier spielt, ist der Alla Turca überschriebene, auch Türkischer Marsch genannte 3. Satz aus der Klaviersonate Nr. 11 von Wolfgang Amadeus Mozart.
Cary Grant spendete seine komplette Filmgage von 100.000 Dollar dem U.S. War Relief Fund.

## Deutsche Fassung
Die erste deutsche Synchronbearbeitung für die Kinoauswertung entstand 1957. 1962 wurde dann in den Ateliers der Berliner Synchron GmbH, Berlin, eine neue deutsche Fassung angefertigt. Das Dialogbuch stammte von Fritz A. Koeniger, Dialogregie führte Klaus von Wahl. Diese Fassung erhielt zudem einen komplett neuen, zum Teil animierten Vorspann in deutscher Sprache. Auch sämtliche Filmbilder mit englischen Texten wurden durch Standbilder mit deutschsprachigen Pendants ausgetauscht. Seither wird zumeist diese zweite Version gezeigt. Auf der im Jahr 2004 veröffentlichten DVD des Films sind jedoch beide Synchronfassungen enthalten. Wie beim Vergleich der beiden auf der DVD enthaltenen Synchronversionen mit der Originalfassung gesehen werden kann, wurden sowohl in der Fassung von 1957 als auch in der Fassung von 1962 ein paar kurze Szenen herausgeschnitten.
| Rolle                       | Darsteller      | Synchronsprecher (Kinofassung 1957) | Synchronsprecher (Kinofassung 1962) |
| --------------------------- | --------------- | ----------------------------------- | ----------------------------------- |
| Mortimer Brewster           | Cary Grant      | Peter Pasetti                       | Ottokar Runze                       |
| Elaine Harper (Brewster)    | Priscilla Lane  | Ingrid Pan                          | Renate Küster                       |
| Abby Brewster               | Josephine Hull  | ?                                   | Elfe Schneider                      |
| Martha Brewster             | Jean Adair      | ?                                   | Ursula Krieg                        |
| Jonathan Brewster           | Raymond Massey  | Klaus W. Krause                     | Friedrich Joloff                    |
| Dr. Einstein                | Peter Lorre     | Wolfgang Büttner                    | Helmut Ahner                        |
| Teddy Brewster              | John Alexander  | Werner Lieven                       | Alexander Welbat                    |
| Sergeant Patrick O'Hara     | Jack Carson     | Niels Clausnitzer                   | ?                                   |
| Sgt. Brophy                 | Edward McNamara | Ernst Konstantin                    | Benno Hoffmann                      |
| Lt. Rooney                  | James Gleason   | ?                                   | Hans Hessling                       |
| Dr. Gilchrist               | Chester Clute   | ?                                   | Paul Esser                          |
| Taxifahrer                  | Garry Owen      | Erich Ebert                         | Heinz Welzel                        |
| Reporter auf dem Standesamt | Charles Lane    | ?                                   | Harry Wüstenhagen                   |
| Mr. Gibbs, alter Mann       | Edward McWade   | ?                                   | Knut Hartwig                        |

Für Fernsehausstrahlungen existiert seit 2003 eine vom Bayerischen Rundfunk produzierte Hörfilmfassung. Sprecher ist Bernd Benecke.

## Rezeption
Die Redaktion des Lexikons des internationalen Films urteilt, der Film sei ein „Evergreen des schwarzen Humors, von Capra mit makabrem Witz und Phantasie angereichert, wobei er aus dem Gegensatz zwischen kleinbürgerlicher Behaglichkeit und nacktem Entsetzen köstliche Effekte erzielt“.
Der Film „besticht durch pointierte Dialoge und den Aufprall biederen Bürgertums mit blankem Horror“, ist im Heyne-Filmlexikon zu lesen. Es handele sich um „ein Meisterwerk schwarzen Humors.“
Die Deutsche Film- und Medienbewertung FBW in Wiesbaden verlieh dem Film das Prädikat besonders wertvoll.

## DVD-Veröffentlichung
- Arsen und Spitzenhäubchen. Warner Home Video 2004 – diese DVD enthält sowohl die US-Original-Kinofassung (ca. 113 Minuten), als auch die deutsche Kinofassung von 1957 (ca. 113 Minuten) sowie die zweite deutsche Synchronfassung von 1962 (ca. 110 Minuten).